# فرح (ممثلة سورية)
فرح (27 مايو 1993)، ممثلة سورية، ولدت وعاشت في الكويت وتحسب على الفن في دول الخليج.

## حياتها
ولدت في الكويت لأب سوري وأم فلسطينية الأصل نشأت بين خمسة أشقاء ذكور كانت في المدرسة تشارك في البرامج الإذاعية والمسرحيات خريجة المعهد التقني تخصص إدارة البنوك دخلت القفص الذهبي في 14 يونيو 2017 بعد زواجها من الطبيب الكويتي محمد شلبي.[بحاجة لمصدر]

## مشوارها المهني
دخلت مجال التمثيل صدفة في إحدى المرات وهي برفقة والدتها تتجول في أحد المولات التجارية، شاهدت مسلسل يصور أمامها، وبالصدفة مدير الإنتاج عرض عليها أن تمثل فسألت والدتها التي أبدت موافقتها، ومن هناك دخلت كواليس الفن حيث شاركت بالعديد من الأعمال التلفزيونية والمسرحية إضافة لكونها وجها إعلانيا للعديد من العروض والمنتجات التجارية 

## أعمالها

### في التلفزيون
| سنة الإنتاج | اسم المسلسل            | الشخصية |
| ----------- | ---------------------- | ------- |
| 2011        | لهفة الخاطر            |         |
| 2012        | الوداع                 |         |
| 2012        | مذكرات عائلية جداً      |         |
| 2013        | يمعة أهل               |         |
| 2013        | توالي الليل            |         |
| 2013        | قرمش                   |         |
| 2013        | بركان ناعم:قلوب من نار |         |
| 2013        | سر الهوى               |         |
| 2013        | إلين اليوم             |         |
| 2013        | ماي عيني               |         |
| 2014        | للحب جنون              |         |
| 2014        | صديقات العمر           |         |
| 2014        | أشوفكم على خير         |         |
| 2015        | لك يوم                 |         |
| 2015        | طربان                  |         |
| 2015        | الليوان                |         |
| 2015        | ذاكرة من ورق           |         |
| 2015        | النور                  |         |
| 2015        | أمنا رويحة الجنة       |         |
| 2015        | سعد وخواتة             |         |
| 2015        | العم صقر               |         |
| 2015        | الحب الحلال            |         |
| 2016        | نوايا                  |         |
| 2017        | ليش يا جارة            |         |

### في المسرح
| سنة الإنتاج | المسرحية        | الشخصية |
| ----------- | --------------- | ------- |
| 2016        | قلب للبيع       |         |
| 2017        | سالي فتاة الريف |         |
| 2018        | للحريم فقط      |         |
| 2020        | كومبارس         |         |

## روابط خارجية
- فرح على موقع قاعدة بيانات الأفلام العربية